# CorelDRAW Graphics Suite
CorelDRAW Graphics suite es un paquete de programas enfocados al sector del diseño gráfico distribuido por la compañía Corel, creadora de programas como Word Perfect o Paint Shop Pro. Es compatible con Microsoft Windows y ha sido creado bajo Visual Basic.

## Aplicaciones

### CorelDRAW
Aplicación de diseño vectorial. Desde la versión 9 también tiene herramientas de tratamiento de mapas de bits. Su equivalente en la compañía Adobe es el programa Illustrator. CorelDRAW es un programa avanzado de edición gráfica utilizado en el ámbito de las artes gráficas, parte del paquete de software Corel Graphics Suite y es desarrollado por Corel Corporation.
- CorelDRAW es un programa de dibujo vectorial y completas funciones de grafismo, implementa herramientas básicas de diagramación, considerado versátil por la forma en que permite manipular gráficos vectoriales y mapas de bits. Una de sus virtudes es la compatibilidad con numerosos formatos de archivos entre sus competidores (Freehand, Illustrator, QuarkXPress, InDesign) e incluso otros tipos de documentos (como Microsoft Word y Acrobat [PDF] entre otros).

CorelDRAW se vende como parte de una suite. Dicha suite incluye un editor de mapas de bits (Photo-Paint), un vectorizador de mapas de bits (Corel POWERTrace, desde la versión X3 integrado en CorelDRAW), un administrador de fuentes bajo licencia de la compañía Bitstream (Font Navigator), más algunas aplicaciones que han aparecido y desaparecido con el transcurrir de las distintas versiones (RAVE, VENTURA, CorelMOTION y CorelDREAM 3D entre otros). La caja incluye una colección de más de mil fuentes profesionales, fotos de alta calidad, pinceles, diseminador de imágenes, OCR, y clip art. Una ventaja de Coreldraw sobre programas similares es su habilidad para manipular imágenes de mapas de bits: una gran colección de herramientas avanzadas de edición permiten ajustar contraste, balance de color, curva tonal, cambiar espacio de color, aplicar más de 70 efectos especiales, dar bordes personalizados a los mismos, aplicar transparencias, mezclas, fundidos y otras tareas.

### Corel Photo-Paint
Esta aplicación está orientada al tratamiento, edición y creación de mapa de bits. Su equivalente en la compañía Adobe es el conocido Adobe Photoshop.

### Corel PowerTRACE
Aplicación destinada a la conversión de imágenes de mapa de bits a mapas vectoriales. Anteriormente llamada Corel Trace.

### Corel Capture
Aplicación para controlar capturas de pantalla de cualquier forma mediante combinación de teclas y para poder capturar zonas concretas, ventanas, etc.

## Anteriores programas
Durante la evolución de la suite Corel ha agregado o eliminado programas; entre ellos Corel 3D, una aplicación para diseño de ambientes y objetos tridimensionales que se quitó de este conjunto para venderse como un paquete independiente.
Igualmente Corel R.A.V.E, que se lanzó con la versión 10 y era una aplicación para animación vectorial, Corel abandonó su desarrollo con la versión X3 de la suite como corel draw x3
- Datos: Q5788503